# Rhantus taprobanicus
Rhantus taprobanicus är en skalbaggsart som beskrevs av Sharp 1890. Rhantus taprobanicus ingår i släktet Rhantus och familjen dykare. Inga underarter finns listade i Catalogue of Life.